# ゲートウェイ・グリズリーズ
ゲートウェイ・グリズリーズ（Gateway Grizzlies）は、プロ野球独立リーグのフロンティアリーグ（西地区）に加盟している野球チーム。本拠地は、アメリカ合衆国イリノイ州ソーゲット。

## 概要
2001年に創設され、フロンティアリーグに加盟。
2003年に初のリーグ優勝を果たした。

## 元所属選手
- ジャスティン・スターツ（2007、元：新潟アルビレックス・ベースボール・クラブ）
- マーク・パフェレク （2010、第3回WBCオランダ代表）
- ジャスティン・エラスムス（2012、第2回WBC南アフリカ共和国代表）
- トレバー・リチャーズ（2015、現：トロント・ブルージェイズ）